# Tournefortia villosa
Tournefortia villosa är en strävbladig växtart som beskrevs av Philipp Salzmann och Dc. Tournefortia villosa ingår i släktet Tournefortia och familjen strävbladiga växter. Inga underarter finns listade i Catalogue of Life.